# Apogon erythrosoma
Apogon erythrosoma är en fiskart som beskrevs av Gon och Randall 2003. Apogon erythrosoma ingår i släktet Apogon och familjen Apogonidae. Inga underarter finns listade i Catalogue of Life.